# Audi A6 C6
Audi A6 C6 — третє покоління автомобіля бізнес-класу Audi A6, що вироблялось компанією Audi з 2004 по 2011 роки.

## Опис

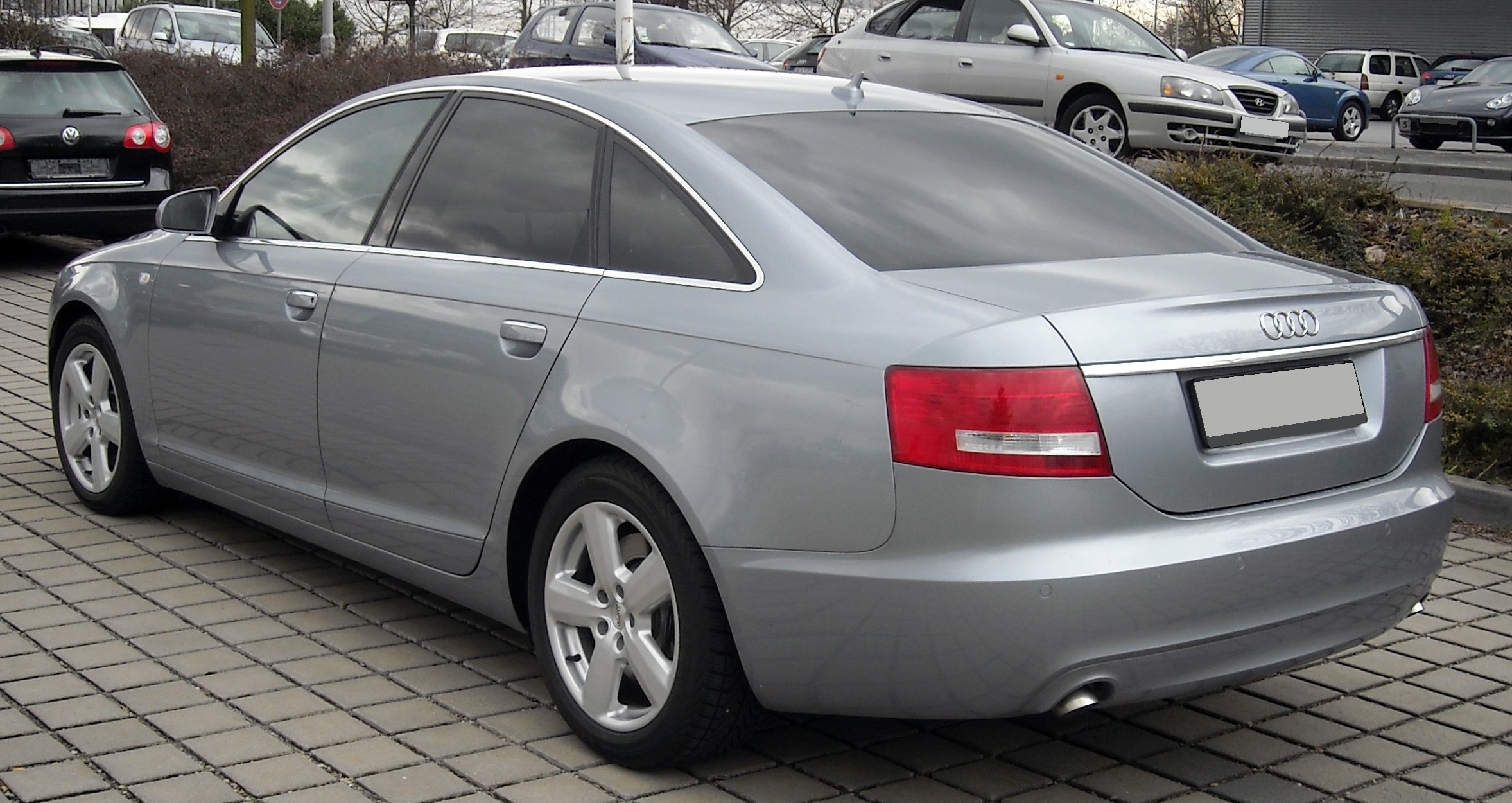
Audi A6 C6 (2004—2008)

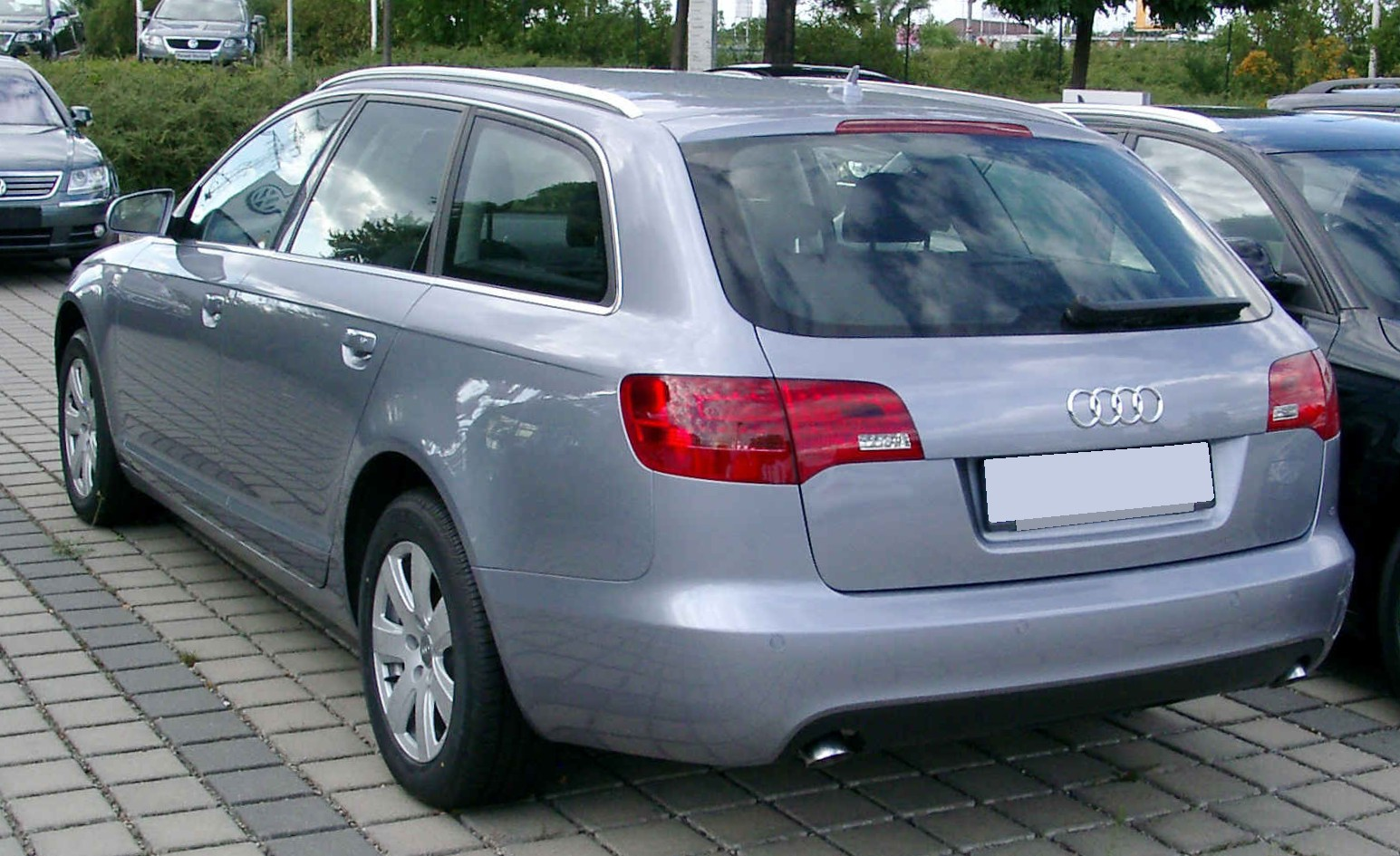
Audi A6 C6 Avant (2005—2008)

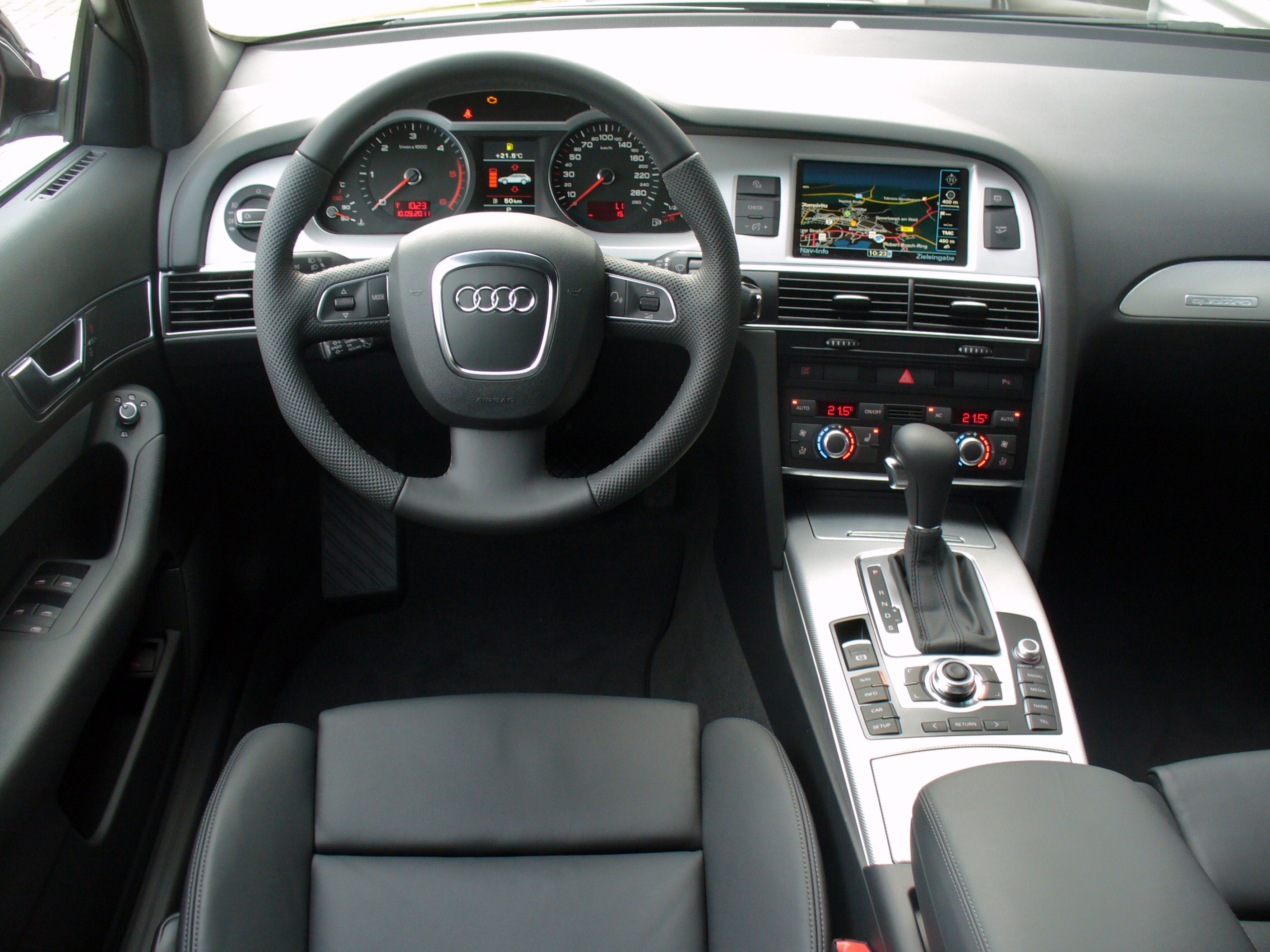
Салон Audi A6 C6

У першій половині 2004 року в продажу з'явилося третє покоління Audi A6 (С6). Спочатку був представлений седан, трохи пізніше модельний ряд доповнив універсал.
Розробка вигляду велася під керівництвом нового шеф-дизайнера Вальтера Де Сільви. Зовнішність Audi A6 зазнала суттєвих змін. Найбільш помітний зовнішній елемент — велика трапецієподібні ґрати радіатора в стилі легендарних гоночних автомобілів Auto Union — тепер буде основним елементом дизайну автомобілів з Інгольштадта. Автомобіль отримав кузовні панелі, виконані з алюмінію, що дозволило відчутно знизити вагу моделі. Крім того, з цього ж «крилатого металу» виконані окремі елементи шасі і підвіски. Одним з переваг Audi A6 є просторий, комфортний салон з якісною обробкою. Інтер'єр був ґрунтовно перероблений. Дизайнери пішли від традиційного компонування кокпіта: центральна консоль і приладова панель візуально об'єднані. Консоль злегка розгорнута до водія. Незвичайні і прилади — розташування колишнє, але спідометр і тахометр лежать в двох «колодязях» неправильної форми разом з другорядними покажчиками. Немає і звичного «ручника», замість якого використовується електромеханічне гальмо стоянки, аналогічне стоїть на Audi A8.
У гамі двигунів три бензинові мотори і два турбодизеля. Найпотужніший A6 оснастили двигуном V8 4.2 л потужністю 335 к.с. На сходинку нижче стоїть новий двигун з безпосереднім уприскуванням V6 3.2 FSI (255 к.с.). А найпростіший бензиновий мотор — 177-сильний V6 об'ємом 2,4 л. Передбачено й дизельні двигуни: 2,0-літровий турбодизель потужністю 140 кінських сил, 3,0-літровий турбодизель потужністю 225 кінських сил, що наділений максимальним обертовим моментом в 450 Нм.
У дизельних двигунах використовується система Common Rail. Ця система пов'язує циліндри із загальною паливною магістраллю високого тиску. У цій магістралі високого тиску створюється постійний тиск, паливо накопичується і розподіляється по форсунках. Кількість палива, що впорскується і момент уприскування регулюються системою управління двигуна або за допомогою електромагнітних клапанів на окремих форсунках, або через пьезоінжекторами. У системах з електромагнітними клапанами максимальний тиск упорскування сягає 1800 бар.
Базові версії з моторами 2.0 TDI і 2.4 V6 — передньоприводні з механічними коробками. Фірмова повноприводна трансмісія Quattro в поєднанні з автоматичною коробкою передач пропонується тільки для найпотужніших модифікацій.
Автомобіль отримав нові електронні системи, найвідомішою з яких є MMI (Multi Media Interface). MMI дозволяє за допомогою одного джойстика управляти магнітолою, навігаційною системою, клімат-контролем і іншими системами автомобіля. Примітно, що дана система входить в базове оснащення. Базова версія також комплектується автоматичним клімат-контролем, датчиками фар і дощу, системою ESP, системою brake-assist, фронтальними і бічними подушками безпеки (всього 6 штук) і активними підголівниками. В якості опції можна замовити адаптивний круїз-контроль, навігаційну систему на DVD-дисках і електронний безконтактний ключ. Крім того, за доплату можна буде замовити спортивну підвіску, яка занижена на 20 міліметрів.
У 2005 році Audi A6 отримав титул «Автомобіля планети».
У 2006 році світ побачила спортивна версія Audi S6 та позашляхова Audi A6 allroad quattro. Пізніше з'явилася Audi RS6.

### Фейсліфтинг 2008

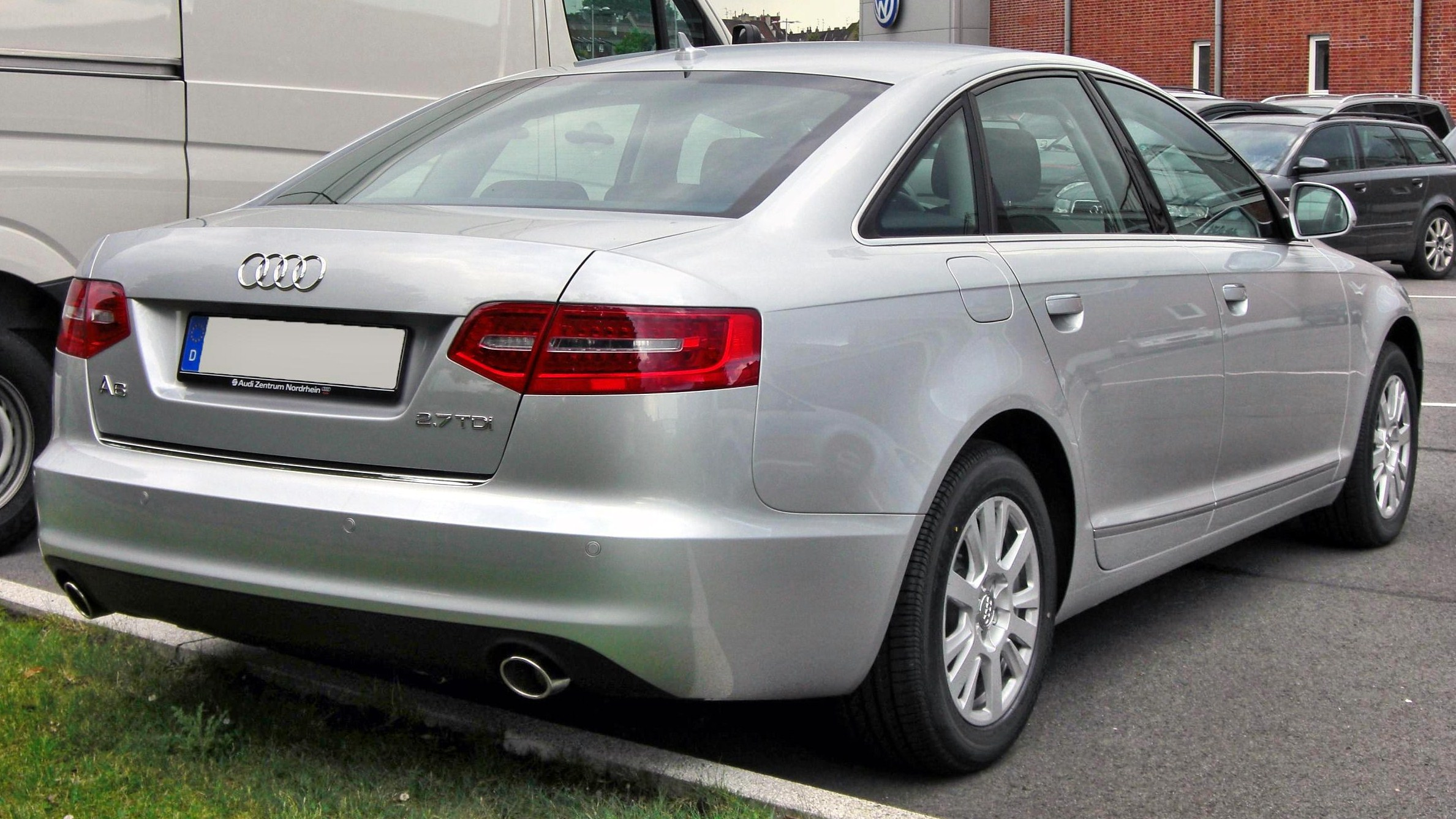
Audi A6 C6 (2008—2011)

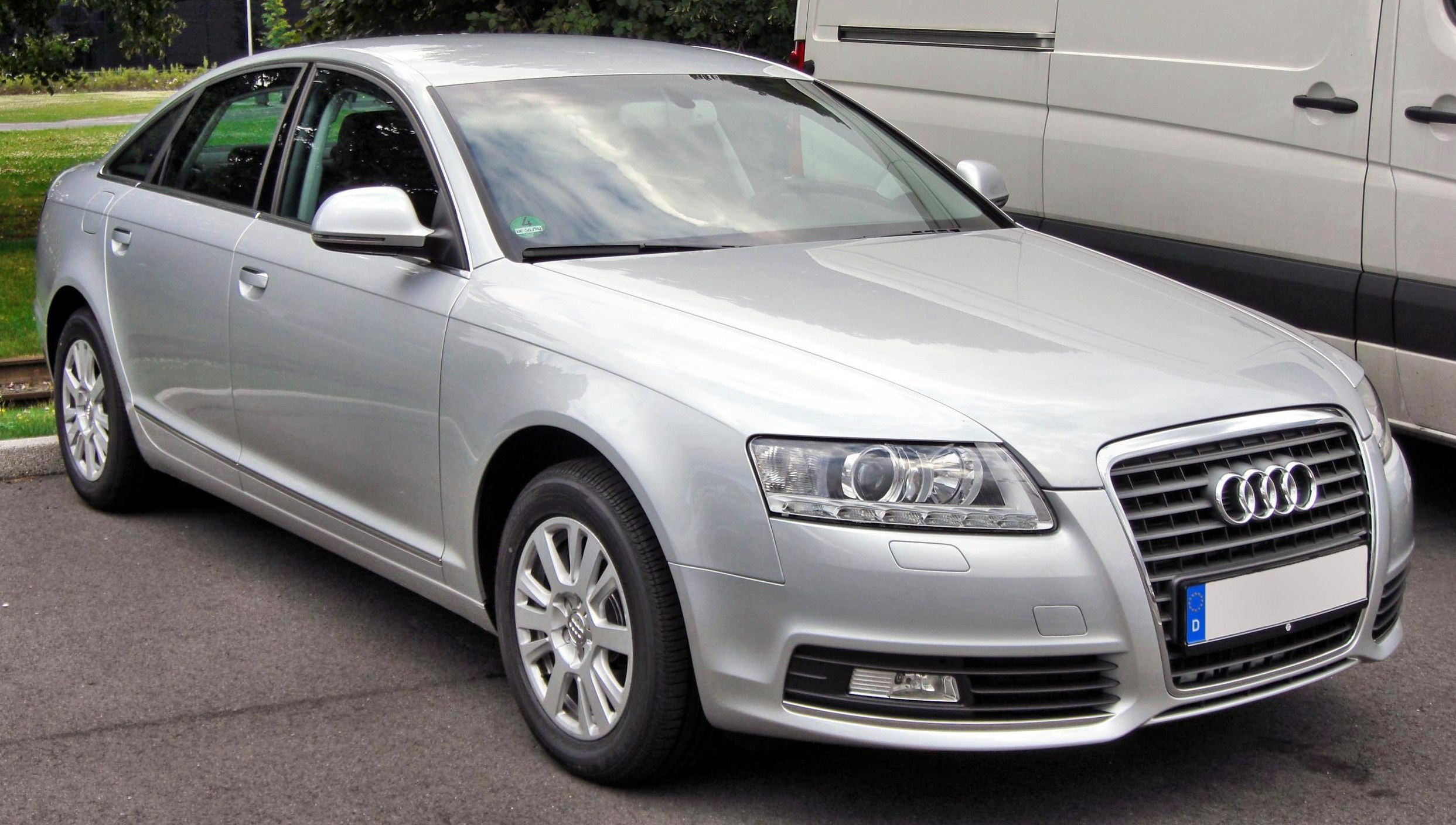
Audi A6 C6 (2008—2011)

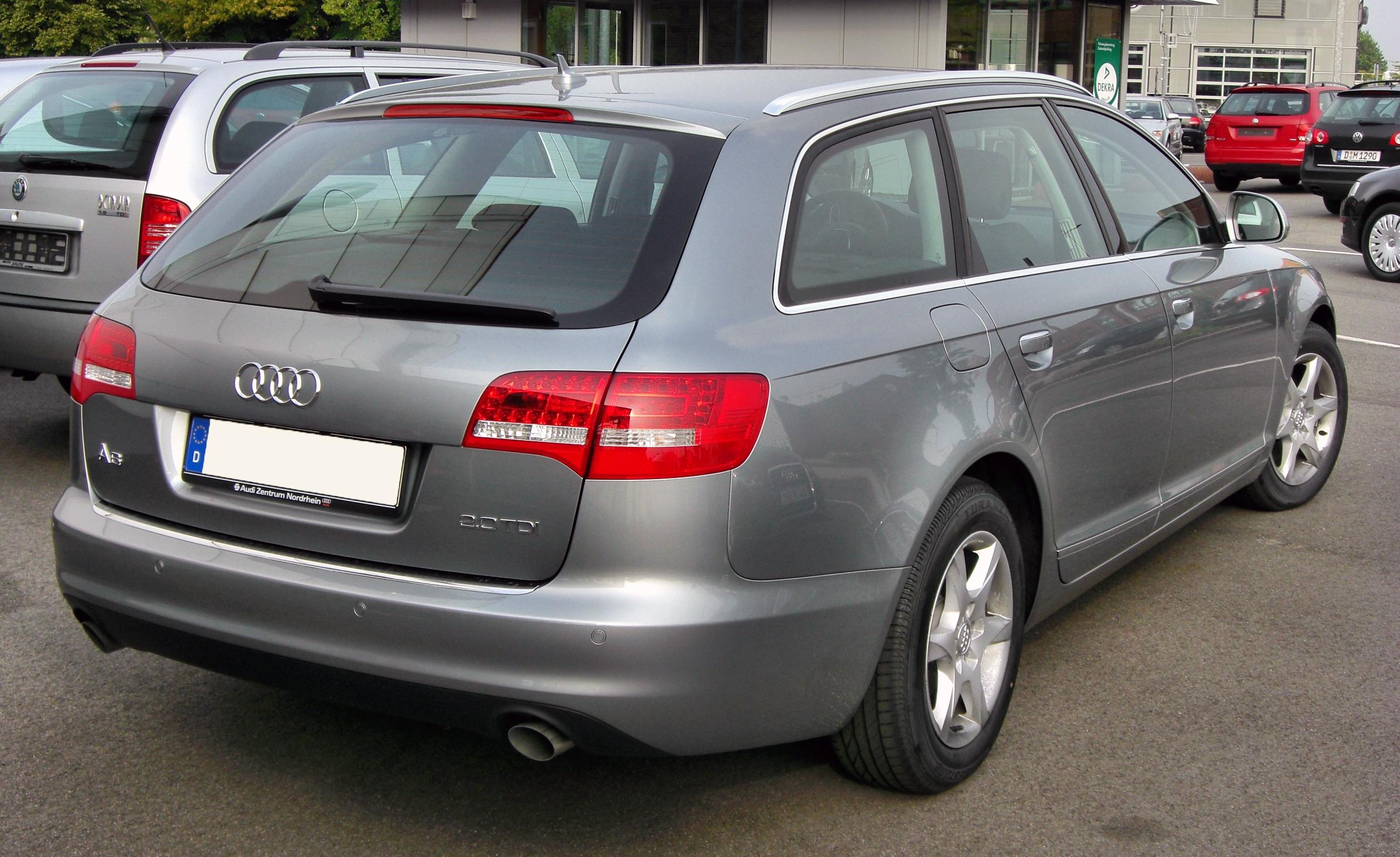
Audi A6 C6 Avant (2008—2011)

Audi А6 третього покоління швидко завоювала популярність завдяки збалансованості зовнішнього вигляду, поєднанню швидкісних і потужних характеристиках автомобіля. В 2008 році компанія Audi запропонувала оновлену версію «шістки».
Машина стала ще кращою, ніж раніше, зберігши свій зовнішній вигляд і як і раніше пропонуючи покупцям потужну лінійку двигунів і просторий, гарний салон. Модернізація зовнішнього вигляду незначна. Дизайнери трохи змінили форму боковин і задньої частини. З'явився новий передній бампер, змінилися деталі решітки радіатора — вони візуально збільшують ширину автомобіля. Змінено форму фар і бічних дзеркал, крім того, седан запозичив пару світлодіодних задніх ліхтарів у універсала Avant. Усередині також були проведені дрібні косметичні зміни.
Але головні зміни відбулися під капотом машини. В середньому викид шкідливих газів і споживання палива всіма двигунами серії скоротилося на 15 %, плюс в лінійці з'явилися ще більш потужні мотори. Уже застарілі дизельні двигуни замінили на ряд дизелів з системою «common rail», що вперше з'явилися на A4. Від двох двигунів повністю відмовилися: V6 об'ємом 3,2 літра і V8 об'ємом 4,2 літра були замінені на абсолютно новий трилітровий двигун з наддувом (286 к.с.). Даний двигун не тільки могутніше колишнього V6 більш ніж на 13 %, він має таку ж величиною крутного моменту, як і V8 (4,2 літра).

### Двигуни

#### Бензинові
| Модель     | Об'єм см³ | Клапани | Потужність кВт (к.с.) при об/хв | Крутний момент Нм при об/хв | Код двигуна | Витрати пального (комбіновано л/100 км) | Розгін, 0–100 км/год | Викиди CO2 г/км | Роки випуску    |
| ---------- | --------- | ------- | ------------------------------- | --------------------------- | ----------- | --------------------------------------- | -------------------- | --------------- | --------------- |
| І4         |           |         |                                 |                             |             |                                         |                      |                 |                 |
| 2.0 TFSI   | 1984      | 16      | 125 (170) / 4300–6000           | 280 / 1800–4200             | BPJ         | 7,5                                     | 8,5 s                | 174             | 04/2005–05/2011 |
| V6         |           |         |                                 |                             |             |                                         |                      |                 |                 |
| 2.4        | 2393      | 24      | 130 (177) / 6000                | 230 / 3000–5000             | BDW         | 9,7                                     | 9,2 s                | 233             | 02/2004–08/2008 |
| 2.8 FSI    | 2773      | 24      | 140 (190) / 5000–6800           | 280 / 3000–4500             | CCDA        | 8,2                                     | 8,2 s [8,4 s]        | 191             | 08/2008–05/2011 |
| 2.8 FSI    | 2773      | 24      | 154 (210) / 5500–6800           | 280 / 3000–5000             | BDX         | 8,8                                     | 7,9 s [8,4 s]        | 209             | 10/2006–08/2008 |
| 2.8 FSI    | 2773      | 24      | 162 (220) / 5750–6800           | 280 / 3000–4500             | CCEA        | 8,4                                     | 7,3 s [7,7 s]        | 196             | 08/2008–05/2011 |
| 3.0 TFSI   | 2995      | 24      | 213 (290) / 4850–6800           | 420 / 2500–4850             | CAJA        | 9,4                                     | 5,9 s                | 219             | 08/2008–05/2011 |
| 3.2 FSI    | 3123      | 24      | 188 (255) / 6500                | 330 / 3250                  | AUK         | 9,7                                     | 7,0 s [6,8 s]        | 233             | 02/2004–08/2008 |
| V8         |           |         |                                 |                             |             |                                         |                      |                 |                 |
| 4.2        | 4163      | 40      | 246 (335) / 6600                | 420 / 3500                  | BAT         | 11,7                                    | 6,0 s                | 281             | 02/2004–04/2006 |
| 4.2 FSI    | 4163      | 32      | 257 (350) / 6800                | 440 / 3500                  | BVJ         | 10,2                                    | 5,9 s                | 244             | 04/2006–11/2010 |
| V10        |           |         |                                 |                             |             |                                         |                      |                 |                 |
| S6 (FSI)   | 5204      | 40      | 320 (435) / 6800                | 540 / 3000–4000             | BXA         | 12,6                                    | 5,2 s                | 299             | 03/2006–12/2010 |
| RS6 (TFSI) | 4991      | 40      | 426 (580) / 6250–6700           | 650 / 1500–6250             | BUH         | 14,0                                    | 4,5 s                | 333             | 01/2008–12/2010 |

У квадратних дужках [] з приводом Quattro
1. 1 2 3 4 5  Також доступний з приводом Quattro
2. 1 2 3 4 5  Доступно лише з приводом Quattro
3. ↑  З компресором
4. ↑  З BiTurbo

#### Дизельні
| Модель    | Об'єм см³ | Клапани | Потужність кВт (к.с.) при об/хв             | Крутний момент Нм при об/хв                       | Код двигуна | Система живлення | Витрати пального (комбіновано л/100 км) | Розгін, 0–100 км/год | Викиди CO2 г/км | Роки випуску    |
| --------- | --------- | ------- | ------------------------------------------- | ------------------------------------------------- | ----------- | ---------------- | --------------------------------------- | -------------------- | --------------- | --------------- |
| І4        |           |         |                                             |                                                   |             |                  |                                         |                      |                 |                 |
| 2.0 TDI e | 1968      | 16      | 100 (136) / 4000                            | 320 / 1750—2500                                   | CAGB        | Common-Rail      | 5,3                                     | 10,4 s               | 139 — 155       | 08/2008–05/2011 |
| 2.0 TDI   | 1968      | 16      | 103 (140) / 4000                            | 320 / 1750—2500                                   | BLB, BRE    | Насос            | 6,3–6,7                                 | 10,3 s               | 172 — 181       | 04/2004–08/2008 |
| 2.0 TDI   | 1968      | 16      | 125 (170) / 4200                            | 350 / 1750—2500                                   | CAHA        | Common-Rail      | 5,8–5,9                                 | 8,9 s                | 152 — 154       | 10/2008–05/2011 |
| V6        |           |         |                                             |                                                   |             |                  |                                         |                      |                 |                 |
| 2.7 TDI   | 2698      | 24      | 132 (180) / 3300–4250 132 (180) / 3300–4500 | 380 / 1400–3300                                   | BPP         | Common-Rail      | 7,0–7,3                                 | 8,3 s [8,9 s]        | 192 [226]       | 10/2004–08/2008 |
| 2.7 TDI   | 2698      | 24      | 140 (190) / 3500–4400                       | 380 / 1400–3500 400 / 1400–3500 (450 / 1750—2250) | CANA, CANC  | Common-Rail      | 6,2–6,5 [6,5–7,1]                       | 7,9 s [8,2 s]        | 164 [189]       | 08/2008–05/2011 |
| 3.0 TDI   | 2967      | 24      | 165 (224) / 4000                            | 450 / 1400–3250                                   | BMK         | Common-Rail      | 7,9–8,5                                 | 7,1 s [7,3 s]        | [221 — 232]     | 02/2004–04/2006 |
| 3.0 TDI   | 2967      | 24      | 171 (233) / 4000                            | 450 / 1400–3250                                   | ASB         | Common-Rail      | 8,0–8,5                                 | 6,9 s [7,1 s]        | [218 — 227]     | 04/2006–08/2008 |
| 3.0 TDI   | 2967      | 24      | 176 (240) / 4000–4400                       | 500 / 1500–3000                                   | CDYA, CDYC  | Common-Rail      | 6,7–7,1                                 | 6,6 s [6,8 s]        | [179 — 189]     | 08/2008–05/2011 |

У квадратних дужках [] з приводом Quattro
1. 1 2 3 4 5  Тільки з дизельним фільтром
2. 1 2 3  Доступний із фільтром дизельних частинок або без нього
3. 1 2  Також з приводом Quattro
4. 1 2 3  Тільки з приводом Quattro